# Gammliahallen

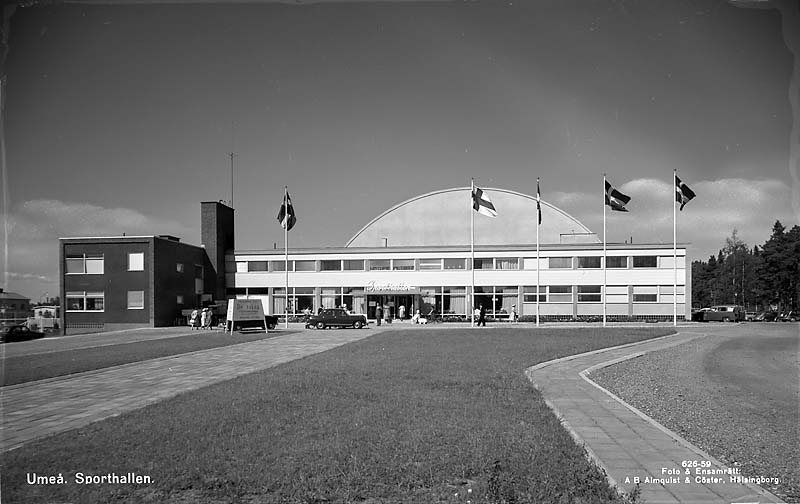
Sporthallen, sent 1950-tal.

Gammliahallen är en sporthall i Umeå, ursprungligen invigd 18 november 1958 med det prosaiska namnet Sporthallen. Hallen inrymde då en fullstor hall för handboll, tennis och gymnastik, bowlingbanor, bågskyttebanor, och lokaler för bland annat bordtennis, boxning och brottning. 
Sporthallen användes det första årtiondet också för danser och musikarrangemang, arrangerade av den lokala Idrottsalliansen, men också större evenemang som Umeå Jazzfestival. Bland artister som gästat hallen märks Louis Armstrong (1959), Hep Stars (1965) och Miles Davis (1985).

## Nuvarande verksamhet

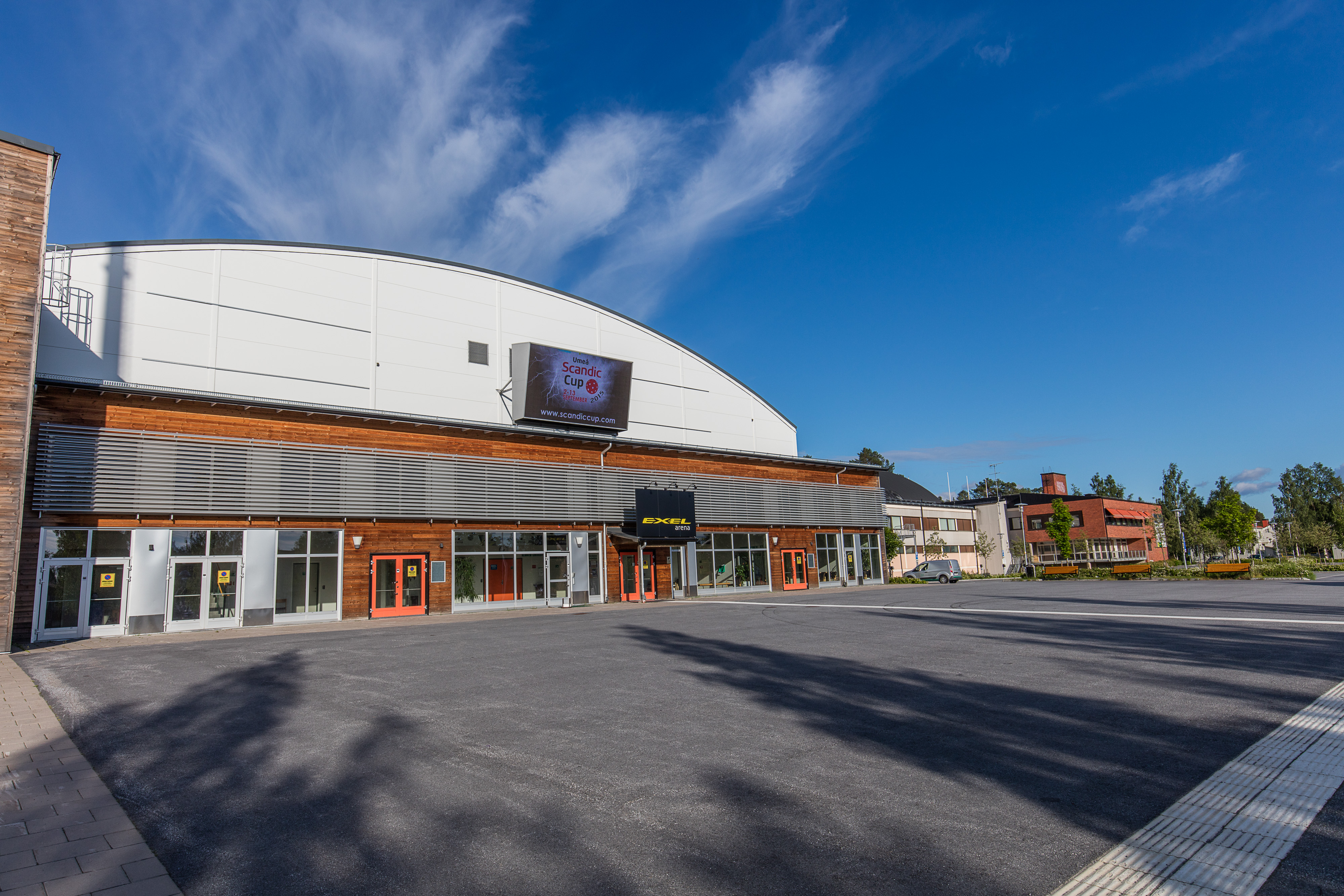
Exel Arena, 2015.

Utöver den så kallade A-hallen, med plats för omkring 2 000 åskådare, finns på källarplan även ett gym, en bågskyttehall och en hall för kampsport. I A-hallen spelar bland annat basketklubbarna A3 Basket och Umeå BSKT sina hemmamatcher, medan IBK Dalen och andra innebandyföreningar huserar i den nyare hallen Umeå Energi Arena, Vind.
Arenan antog under 2013 sponsornamnet Udominate Arena. Från 2015 är det officiella namnet Umeå Energi Arena, Vatten.

## Fler arenor i området
I utrymmet mellan sporthallen och fotbollsstadion Umeå Energi Arena, Sol (tidigare Gammliavallen) återfinns den nybyggda innebandyhallen Umeå Energi Arena, Vind, med plats för 3 500 personer vid konserter..